# Птолемей XII
Птолемей XII Неос Діоніс (Новий Діоніс; дав.-гр. Πτολεμαίος Νέος Διόνυσος Θέος Φιλοπάτωρ Θεός Φιλάδελφος), також званий Птолемеєм Авлетом (Флейтистом, дав.-гр. Αυλητής), і Птолемеєм Філопатором, — правитель Єгипту в 80–51 роках до н. е. з династії Птолемеїв. Тримався при владі завдяки данині та постійним хабарам, які направляв у Рим. Вигнаний в 58 році до н. е. самими олександрійцями, повернувся на престол за допомогою римських легіонів. Був батьком Клеопатри VII, Птолемея XIII, Птолемея XIV, Береніки IV і Арсіної IV.

## Походження
Мати Птолемея невідома.
Після вбивства Птолемея XI Александра II, якого пошматував натовп через вбивство популярної співправительки Береніки III, дочки Птолемея IX, не виявилося законних спадкоємців з роду Птолемеїв. Однак у Птолемея IX були два побічних сина, народжених ним від наложниці. Під час перевороту 80 до н. е. обидва вони жили в Сирії. Александрійці викликали їх і старшого зробили царем Єгипту, а молодшому передали під управління Кіпр.

## Правління
Спочатку він правив спільно з Клеопатрою V Тріфаєною, остання згадка про яку датується 69 роком до н. е. За свідченням Страбона, своє прізвисько («Флейтист») Птолемей отримав за те, що, крім безпутного способу життя, грав на флейті, акомпануючи хорам, і настільки пишався цим, що не соромився влаштовувати змагання в царському палаці.
Під час свого правління він намагався забезпечити своє майбутнє і майбутнє своєї династії проримською політикою. На піку цієї політики, заплативши великі хабарі як Цезарю так і Помпею, він вступив у формальний союз і його ім'я було внесене до списків «друзів і союзників римського народу». Однак, коли в 58 р. до н. е. він проігнорував завоювання Римом Кіпру, де правив його брат, повстання в Александрії змусило його втекти до Риму. Його дочка Береніка IV стала його спадкоємицею. Для одруження їй спочатку запросили якогось Кібіосака із Сирії, який претендував на походження від сирійських царів. Проте цариця вже через кілька днів веліла задушити цього чоловіка, оскільки не змогла терпіти грубість і ницість його характеру. Замість нього з'явився чоловік, який видавав себе за сина Мітрідата Євпатора. Це був Архелай, жрець з Коман у Понті.
Тим часом Помпей, прийнявши Авлета, який прибув до Риму, відрекомендував його сенату і домігся не тільки його відновлення на престолі, а навіть смерті послів (близько 100 чоловік), які брали участь в посольстві проти нього. Сирійський проконсул Габіній, якому Птолемей XII пообіцяв за допомогу 10 000 талантів (їх йому надав Гай Рабірій Постум), з римським військом розбив Архелая, який захопив владу, і повернув Птолемею XII його державу. Відновлений на престолі, Птолемей XII убив не тільки Архелая, а й власну дочку. Додавши трохи днів до років свого царювання, Птолемей помер від хвороби.
Захворівши, Птолемей XII проголосив свою дочку Клеопатру VII співправителькою. У своєму заповіті він постановив, що вона та її брат Птолемей XIII будуть спільно правити Єгиптом. Виконавцем свого заповіту він призначив Рим.